# Циглер, Виктор Фридрих
Виктор Фридрихович (Франц Виктор) Циглер (нем. Franz Victor Ziegler; 1816—1888) — юрист, профессор уголовного права в Дерптском университете.

## Биография
Родился 2 (14) апреля 1816 года в семье лютеранского проповедника в Дюррен-Эберсдорфе (Княжество Рёйсс). Среднее образование получил в гимназии в Гере, высшее — на юридическом факультете Лейпцигского университета (1833—1836). Докторскую диссертацию защитил в Эрлангенском университете 30 марта (11 апреля) 1837 года. В 1840 году поступил приват-доцентом в Марбургский университет.
В 1843 году вместе с Озенбрюггеном рассматривался в качестве кандидата на вакантную кафедру уголовного права Дерптского университета; большинство оказалось на стороне Озенбрюггена.
В 1848 году он перешёл приват-доцентом в Тюбингенский университет. Осенью 1851 года, узнав об отставке Озенбрюггена, вновь стал добиваться кафедры в Дерптском университете и после принятия русского подданства был назначен с 18 (30) марта 1852 1852 года исполняющим должность экстраординарного профессора по кафедре уголовного права, уголовного судопроизводства, истории прав и юридической словесности; в декабре того же года утверждён в должности. С 8 (20) августа 1856 года — ординарный профессор.
В декабре 1871 года он был произведён в действительные статские советники.
Уволен в отставку с полной пенсией и звание заслуженного ординарного профессора 16 (28) апреля 1877 года.
Умер в Дрездене 16 (28) января 1888 года.
был награждён орденами Св. Станислава 2-й степени (1862) и Св. Анны 2-й степени (1867).

## Сочинения
- «Observationes juris criminalis» (Лпц., 1838);
- («Quaestiones ad jus Romariorum pertinentes» (ч. I, ib., 1838);
- «Abhandlungen aus dem Strafrechte» (Марбург, 1843);
- « Die Vebrechensunfa higkeit juristischer Personen» (Митава, 1852);
- «Commentationes de jure Romano» (Дерпт, 1860);
- «Commentatio de jure criminum Romano» (ib., 1862);
- "Ueber die Behandlung des Civilrechts in der Gegenwarb (Дессау, 1876).